# Campeonato Cearense 1985
In 1985 werd het 71ste Campeonato Cearense gespeeld voor clubs uit Braziliaanse staat Ceará. De competitie werd georganiseerd door de FCF en werd gespeeld van 12 mei tot 22 december. Fortaleza werd kampioen.

## Eerste toernooi

### Eerste fase
| Plaats | Club                | Wed. | W | G | V | Saldo | Ptn. |
| ------ | ------------------- | ---- | - | - | - | ----- | ---- |
| 1.     | Ceará               | 9    | 7 | 2 | 0 | 20:7  | 16   |
| 2.     | Fortaleza           | 9    | 5 | 3 | 1 | 10:3  | 13   |
| 3.     | Ferroviário         | 9    | 4 | 3 | 2 | 11:7  | 11   |
| 4.     | Guarany de Sobral   | 9    | 4 | 3 | 2 | 8:5   | 11   |
| 5.     | Calouros do Ar      | 9    | 3 | 4 | 2 | 7:6   | 10   |
| 6.     | Icasa               | 9    | 3 | 3 | 3 | 12:13 | 9    |
| 7.     | Tiradentes          | 9    | 3 | 1 | 5 | 11:17 | 7    |
| 8.     | Quixadá             | 9    | 2 | 2 | 5 | 8:11  | 6    |
| 9.     | Guarani de Juazeiro | 9    | 1 | 2 | 6 | 6:13  | 4    |
| 10.    | América             | 9    | 1 | 1 | 7 | 7:18  | 3    |

|  | Geplaatst voor tweede fase en finale eerste toernooi |
|  | Geplaatst voor tweede fase                           |

### Tweede fase
| Plaats | Club              | Wed. | W | G | V | Saldo | Ptn. |
| ------ | ----------------- | ---- | - | - | - | ----- | ---- |
| 1.     | Ceará             | 6    | 2 | 4 | 0 | 5:2   | 8    |
| 2.     | Fortaleza         | 6    | 2 | 2 | 2 | 5:5   | 6    |
| 3.     | Guarany de Sobral | 6    | 1 | 3 | 2 | 6:7   | 5    |
| 4.     | Ferroviário       | 6    | 1 | 3 | 2 | 5:7   | 5    |

|  | Geplaatst voor finale |

### Finale
Omdat Ceará  beide fases won was er geen finale meer nodig. 

## Tweede toernooi

### Eerste fase
| Plaats | Club                | Wed. | W | G | V | Saldo | Ptn. |
| ------ | ------------------- | ---- | - | - | - | ----- | ---- |
| 1.     | Fortaleza           | 9    | 7 | 1 | 1 | 13:4  | 15   |
| 2.     | Ferroviário         | 9    | 6 | 2 | 1 | 22:4  | 14   |
| 3.     | Guarany de Sobral   | 9    | 5 | 3 | 1 | 9:3   | 13   |
| 4.     | Ceará               | 9    | 4 | 4 | 1 | 12:5  | 12   |
| 5.     | América             | 9    | 2 | 4 | 3 | 9:10  | 8    |
| 6.     | Quixadá             | 9    | 2 | 3 | 4 | 4:5   | 7    |
| 7.     | Icasa               | 9    | 2 | 3 | 4 | 6:13  | 7    |
| 8.     | Tiradentes          | 9    | 2 | 2 | 5 | 5:16  | 6    |
| 9.     | Guarani de Juazeiro | 9    | 2 | 1 | 6 | 8:15  | 5    |
| 10.    | Calouros do Ar      | 9    | 0 | 3 | 6 | 2:15  | 3    |

|  | Geplaatst voor tweede fase en finale eerste toernooi |
|  | Geplaatst voor tweede fase                           |

### Tweede fase
| Plaats | Club              | Wed. | W | G | V | Saldo | Ptn. |
| ------ | ----------------- | ---- | - | - | - | ----- | ---- |
| 1.     | Ferroviário       | 6    | 2 | 3 | 1 | 4:2   | 7    |
| 2.     | Ceará             | 6    | 2 | 3 | 1 | 4:3   | 7    |
| 3.     | Fortaleza         | 6    | 2 | 1 | 3 | 3:4   | 5    |
| 4.     | Guarany de Sobral | 6    | 2 | 1 | 3 | 4:6   | 5    |

|  | Geplaatst voor finale |

### Finale
De finale werd pas gespeeld na het derde toernooi.
|                 |             |       |           |  |
| 8 december Heen | Ferroviário | 3 – 1 | Fortaleza |  |
| 8 december Heen |             |       |           |  |

|                   |           |       |             |  |
| 11 december Terug | Fortaleza | 0 – 0 | Ferroviário |  |
| 11 december Terug |           |       |             |  |

## Derde toernooi

### Eerste fase
| Plaats | Club                | Wed. | W | G | V | Saldo | Ptn. |
| ------ | ------------------- | ---- | - | - | - | ----- | ---- |
| 1.     | Ferroviário         | 9    | 5 | 3 | 1 | 16:7  | 13   |
| 2.     | Fortaleza           | 9    | 5 | 3 | 1 | 12:4  | 13   |
| 3.     | Guarani de Juazeiro | 9    | 4 | 5 | 0 | 9:2   | 13   |
| 4.     | Guarany de Sobral   | 9    | 3 | 5 | 1 | 13:8  | 11   |
| 5.     | Ceará               | 9    | 4 | 2 | 3 | 10:6  | 10   |
| 6.     | Icasa               | 9    | 2 | 4 | 3 | 7:8   | 8    |
| 7.     | Tiradentes          | 9    | 2 | 3 | 4 | 15:11 | 7    |
| 8.     | Calouros do Ar      | 9    | 3 | 0 | 6 | 4:14  | 6    |
| 9.     | Quixadá             | 9    | 1 | 4 | 4 | 5:13  | 6    |
| 10.    | América             | 9    | 1 | 1 | 7 | 3:21  | 3    |

|  | Geplaatst voor tweede fase en finale derde toernooi |
|  | Geplaatst voor tweede fase                          |

### Tweede fase
| Plaats | Club                | Wed. | W | G | V | Saldo | Ptn. |
| ------ | ------------------- | ---- | - | - | - | ----- | ---- |
| 1.     | Fortaleza           | 3    | 2 | 1 | 0 | 3:1   | 5    |
| 2.     | Guarany de Sobral   | 3    | 2 | 0 | 1 | 4:3   | 4    |
| 3.     | Ferroviário         | 3    | 1 | 1 | 1 | 1:1   | 3    |
| 4.     | Guarani de Juazeiro | 3    | 0 | 0 | 3 | 1:4   | 0    |

|  | Geplaatst voor finale derde toernooi |

### Finale
|                  |             |       |           |  |
| 13 december Heen | Ferroviário | 0 – 0 | Fortaleza |  |
| 13 december Heen |             |       |           |  |

|                   |           |       |             |  |
| 15 december Terug | Fortaleza | 1 – 0 | Ferroviário |  |
| 15 december Terug |           |       |             |  |

## Finaleronde
Fortaleza werd kampioen omdat het beter gepresteerd had in de toernooien.
| Plaats | Club        | Wed. | W | G | V | Saldo | Ptn. |
| ------ | ----------- | ---- | - | - | - | ----- | ---- |
| 1.     | Fortaleza   | 2    | 1 | 1 | 0 | 1:0   | 3    |
| 2.     | Ceará       | 2    | 1 | 1 | 0 | 1:0   | 3    |
| 3.     | Ferroviário | 2    | 0 | 0 | 2 | 0:2   | 0    |

|  | Kampioen |

## Kampioen
| Campeonato Cearense de 1985    |
| Ceará                          |
| ------------------------------ |
| FORTALEZA Kampioen (27° titel) |